# Only One Flo (Part 1)
Only One Flo (Part 1) ist das dritte Studioalbum des US-amerikanischen Rappers Flo Rida. Es erschien im November 2010 auf dem Label Atlantic Records. Auf dem Album wirken etwa Akon, Kevin Rudolf, David Guetta und Ludacris als Features mit.

## Geschichte
Das Album war als erster Teil von zwei Alben geplant, wobei dieser die eher clubfreundlichen Stücke, der zweite mehr Hip-Hop-orientierter sein sollte. Der zweite, als Only One Rida (Part 2) angedacht, wurde allerdings Wild Ones genannt. Es ist das erste Album von Flo Rida, das nicht den Aufkleber Parental Advisory trägt. Zahlreiche Gaststars wirkten mit, am bekanntesten wurden die Kooperationen mit David Guetta bei der ersten Single Club Can’t Handle Me sowie mit Akon bei der dritten Single Who Dat Girl.

## Titelliste
1. On and On (feat. Kevin Rudolf) – 3:01
2. Turn Around (5,4,3,2,1) – 3:21
3. Come with Me – 3:01
4. Who Dat Girl (feat. Akon) – 3:19
5. 21 (feat. Laza Morgan) – 3:57
6. Respirator – 3:23
7. Club Can’t Handle Me (feat. David Guetta) – 3:47
8. Why You Up in Here (feat. Ludacris, Git Freash & Gucci Mane) – 3:20

## Kritik
Das Album erhielt gemischte Kritiken. Auf der Webseite Metacritic.com erzielte das Album einen Durchschnittswert vom 55 von 100 Punkten, basierend auf 6 Kritiken.

## Kommerzieller Erfolg

### Chartplatzierungen
Das Album verfehlte vielerorts die Charts und erreichte nur in den USA Platz 107 der Billboard 200.
| ChartsChartplatzierungen       | Höchstplatzierung | Wochen |
| ------------------------------ | ----------------- | ------ |
| Vereinigte Staaten (Billboard) | 107 (1 Wo.)       | 1      |

### Auszeichnungen für Musikverkäufe
| Land/Region       | Auszeichnungen für Musikverkäufe (Land/Region, Auszeichnung, Verkäufe) | Verkäufe |
| ----------------- | ---------------------------------------------------------------------- | -------- |
| Neuseeland (RMNZ) | Gold                                                                   | 7.500    |
| Insgesamt         | 1× Gold ·                                                              | 7.500    |

Hauptartikel: Flo Rida/Auszeichnungen für Musikverkäufe